# Jan Blokhuijsen
Jan Blokhuijsen (Zuid-Scharwoude, 1º aprile 1989) è un pattinatore di velocità su ghiaccio olandese.

## Palmarès

### Olimpiadi
- 4 medaglie:
  - 1 oro (inseguimento a squadre a Soči 2014);
  - 1 argento (5000 m a Soči 2014);
  - 2 bronzi (inseguimento a squadre a Vancouver 2010; inseguimento a squadre a Pyeongchang 2018).

### Campionati mondiali completi
- 3 medaglie:
  - 2 argenti (Mosca 2012, Heerenveen 2014);
  - 1 bronzo (Calgary 2011).

### Campionati mondiali su distanza singola
- 3 medaglie:
  - 2 ori (inseguimento a squadre a Heerenveen 2012; inseguimento a squadre a Soči 2013);
  - 1 bronzo (inseguimento a squadre a Inzell 2011).

### Campionati europei
- 6 medaglie:
  - 3 ori (All-around a Hamar 2014, Inseguimento a squadre e Mass Start a Kolomna 2018);
  - 3 argenti (All-around a  Collalbo 2011, All-around a  Budapest 2012, All-around a  Heerenveen 2013).

### Campionati mondiali juniores
- 1 medaglia:
  - 1 oro (2008)